# Jesse Swenson
Jesse Swenson nació el 13 de noviembre de 1986, es un actor estadounidense que ha sido conocido por interpretar a Asher Hornsby en la serie de la cadena The CW, Gossip Girl. Swenson también ha formado parte del elenco del show de Broadway, Spring Awakening donde ha interpretado a un miembro del grupo.

## Filmografía
- Fade to White (2008) ... Cal
- Gossip Girl (2008) ... Asher Hornsby
- Army Wives ... Quinn